# Uhingen
Uhingen ist eine Stadt im Land Baden-Württemberg. Sie liegt etwa 35 Kilometer östlich von Stuttgart und sechs Kilometer westlich von Göppingen im Filstal.

## Geographie

### Geographische Lage
Der Hauptort erstreckt sich über zwei Berghänge (Haldenberg / Wurmberg und Wasserberg) sowie das dazwischen liegende Filstal und liegt auf 256 bis 483 Metern Höhe. Im Nordwesten reicht das Stadtgebiet noch bis in den Schurwald hinein. Die Stadt liegt im Landkreis Göppingen und gehört damit zur Region Stuttgart und zum Regierungsbezirk Stuttgart.

### Stadtgliederung
Die Stadt gliedert sich in den Kernort Uhingen und die Stadtteile Diegelsberg, Nassachmühle, Nassach, Baiereck, Holzhausen und Sparwiesen. Zu Uhingen gehören die ehemals selbstständigen Gemeinden Baiereck, Holzhausen und Sparwiesen. Zur ehemaligen Gemeinde Baiereck gehören das Dorf Baiereck und die Weiler Nassach und Unterhütt sowie die abgegangene Ortschaft Fliegenhof. Zur ehemaligen Gemeinde Holzhausen gehören das Dorf Holzhausen sowie die abgegangene Ortschaft Erlenschwang. Zur ehemaligen Gemeinde Sparwiesen gehört das Dorf Sparwiesen. Zur Gemeinde Uhingen in den Grenzen vom 31. August 1971 gehören die Stadt Uhingen, die Weiler Diegelsberg, Nassachmühle, Schloss und Gehöft Filseck, das Gehöft Weilenberger Hof und die Häuser Charlottenhof und Kies.

### Flächenaufteilung
Nach Daten des Statistischen Landesamtes, Stand 2014.

### Gewässer
Von Ost nach West durchfließt der Neckar-Zufluss Fils das Stadtgebiet. Von ihr zweigt darin auf der Nordseite für ca. 870 m ein Kanal ab und folgende Bäche münden ihr darin zu, flussabwärts von Ost nach West: der Pfuhlbach von links, der Blaubach von rechts, der Tobelbach von links, der Butzbach von links, der Unterlochbach von rechts, der Riedenbach von rechts, der Rennenbach von links und schließlich die Nassach von rechts.

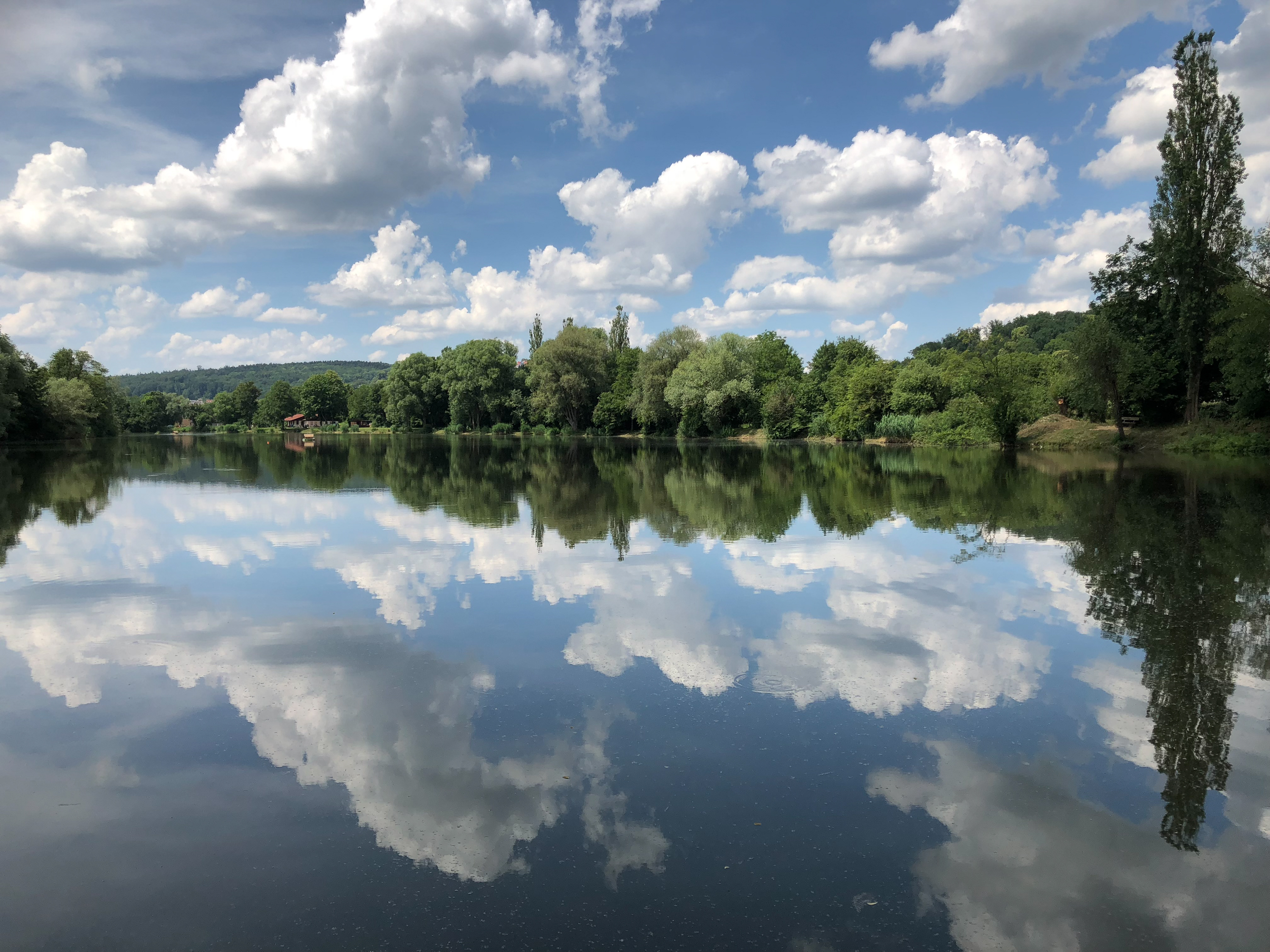
Epplesee
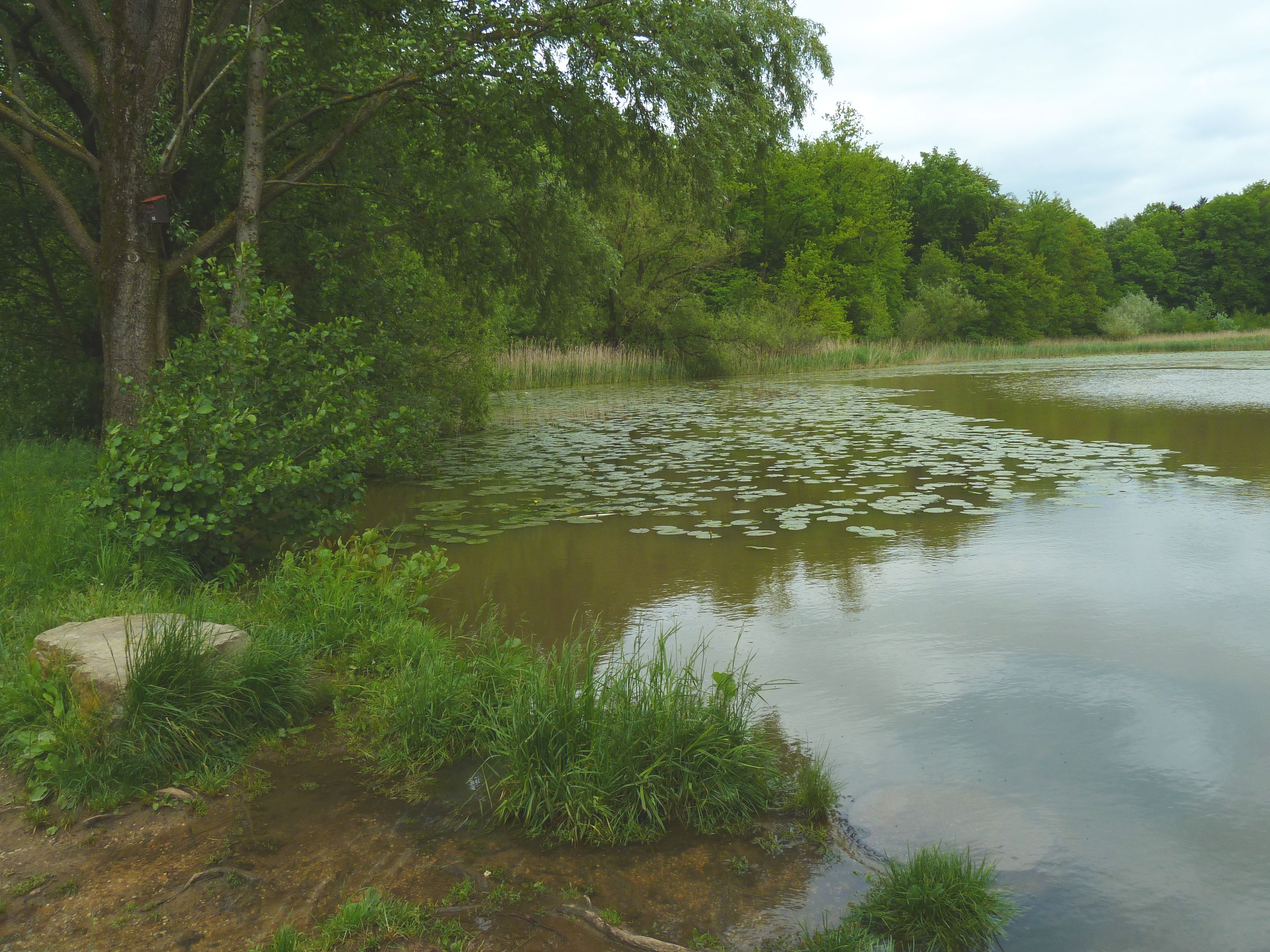
Charlottensee
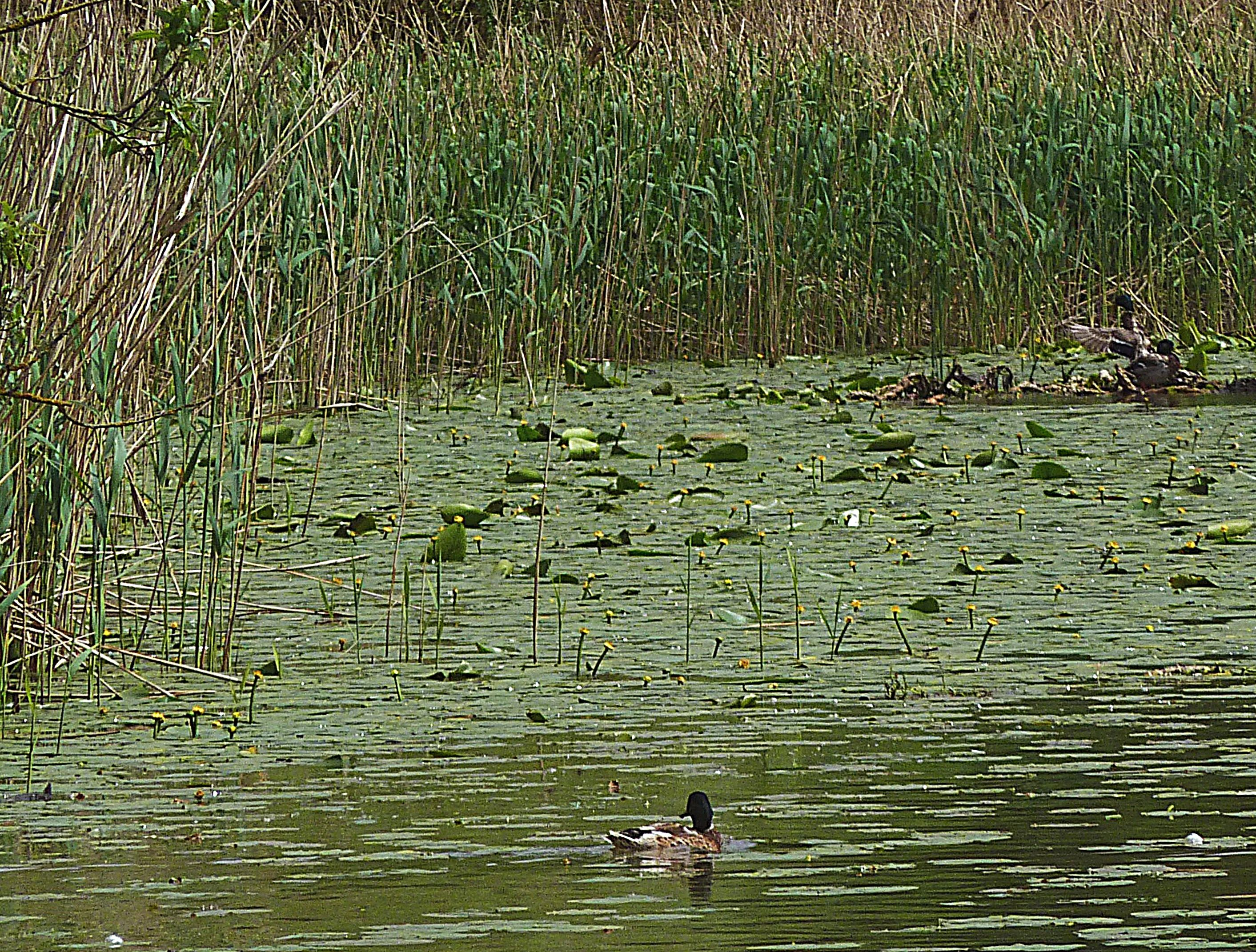
Charlottensee: Enten und Gelbe Teichrosen

Am westlichen Ende der Stadt befindet sich der Epplesee, südlich zwischen der Kernstadt und Sparwiesen der einem Naturschutzgebiet zugehörige Charlottensee. Am Epplesee ist der Eisvogel zu Hause, im Charlottensee wachsen Gelbe Teichrosen.
1934 begann die Firma Karl Epple aus Bad Cannstatt, im Gewann Unterer Wasen Kies abzubauen, um den wachsenden Bedarf an dem Rohstoff zu decken, der durch die wachsende Verbreitung von Beton als Baustoff entstand. Der Pachtvertrag mit der Gemeinde Uhingen datiert vom 29. März 1935. Der Pachtpreis betrug 75 Reichspfennig pro Quadratmeter. Damit Epple beginnen konnte, zahlte er sofort 5.000 Reichsmark an die Gemeinde. Deren Bedingung war, dass Epple außer seiner Stammbelegschaft nur Arbeiter aus Uhingen beschäftigen solle. Noch 1954 stammten von 18 Beschäftigten 16 aus dem Ort. Die Ausbeutung des Geländes geschah abschnittsweise. Damit hatte die Gemeinde den Gegenwert für rund 60 Ar vierteljährlich zu erwarten. Weil die Gemeinde dem Wunsch Epples, bis zur Bleicherei herauf graben zu dürfen, nicht entsprechen wollte, setzte er seine Tätigkeit südlich der Fils auf den Gewannen Unterziel und Pfingstwasen fort. Dabei kam ihm die Hildsche Brücke zustatten, über welche er Gleise legen ließ, um das Baggergut mittels Loren zum Kieswerk schaffen zu können. Die ausgebeuteten Gruben füllten sich bald mit Grundwasser, wurden aber wieder aufgefüllt. Lediglich unmittelbar vor der Sortier-, Wasch- und Verladeanlage blieb ein Teich erhalten. Man brauchte ihn, damit der Betrieb arbeiten konnte, denn es mussten täglich ca. 1,5 Millionen Liter Wasser zur Reinigung des geförderten Kieses gepumpt werden. Im August 1955 wurde im Gasthaus „Güterbahnhof“ der Fischereiverein Uhingen gegründet. Er pachtete die Fischrechte am „Epplesee“, sorgte für eine Uferbefestigung mit Büschen und Bäumen und verwendete sich mit anderen Vereinen dafür, die Auffüllung des Sees zu verhindern. Noch 1961 und 1962 stellte Epple Anträge auf weiteres Gelände zur Kiesausbeutung. Vermutlich zwischen 1963 und 1965 wurde der Baggerbetrieb eingestellt. 1965 wurde Epple gegen Bezahlung einer Ablösesumme aus dem Vertrag entlassen.

## Geschichte

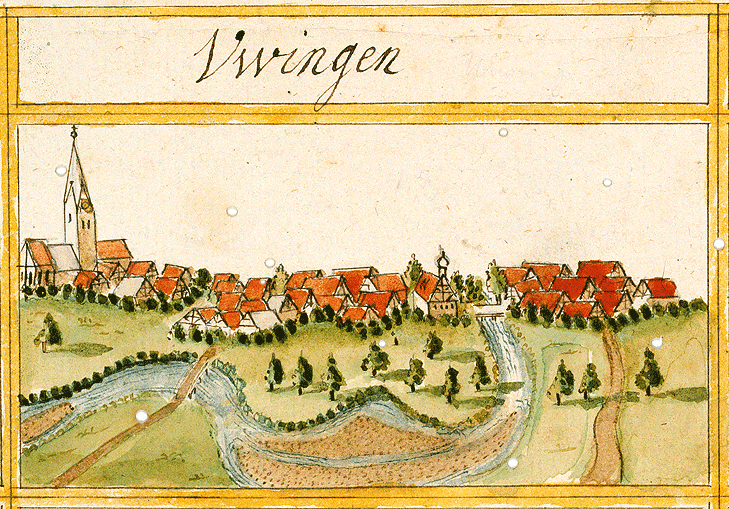
Uhingen 1683/1685 im Kieserschen Forstlagerbuch

### Frühe Geschichte
Der Ortsname von Uhingen reicht in die Merowingerzeit zurück. Er überliefert den Namen eines gewissen Uigo, dem in der Frühgeschichte des Ortes als Sippenältestem, als Grundherrn oder gar als Siedlungsgründer eine wichtige Rolle zukam.
Die Besiedelung wird durch Bodenfunde eines Gräberfeldes aus dem 6./7. Jahrhundert belegt. Im Unterschied zum spätmittelalterlichen Ort lag dieses jedoch nördlich der Fils im Gewann Säuwasen. Es wurde 1976 im Zuge eines Bauvorhabens des ortsansässigen Unternehmens Allgaier archäologisch erschlossen. Gefunden wurden rund zehn Körpergräber, zum Teil mit Beigaben.

Archäologische Grabung 1976
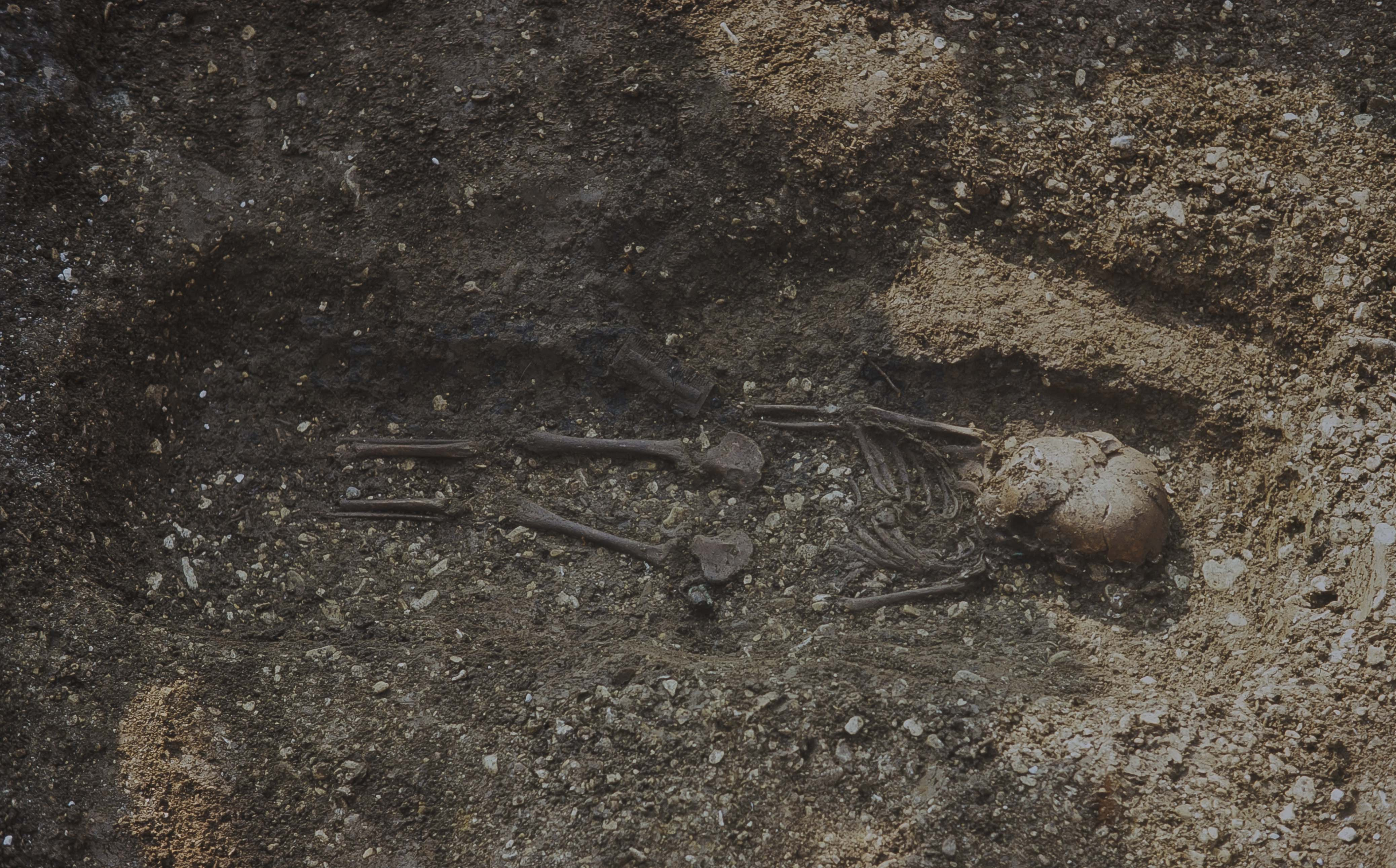
Skelett eines Kindes
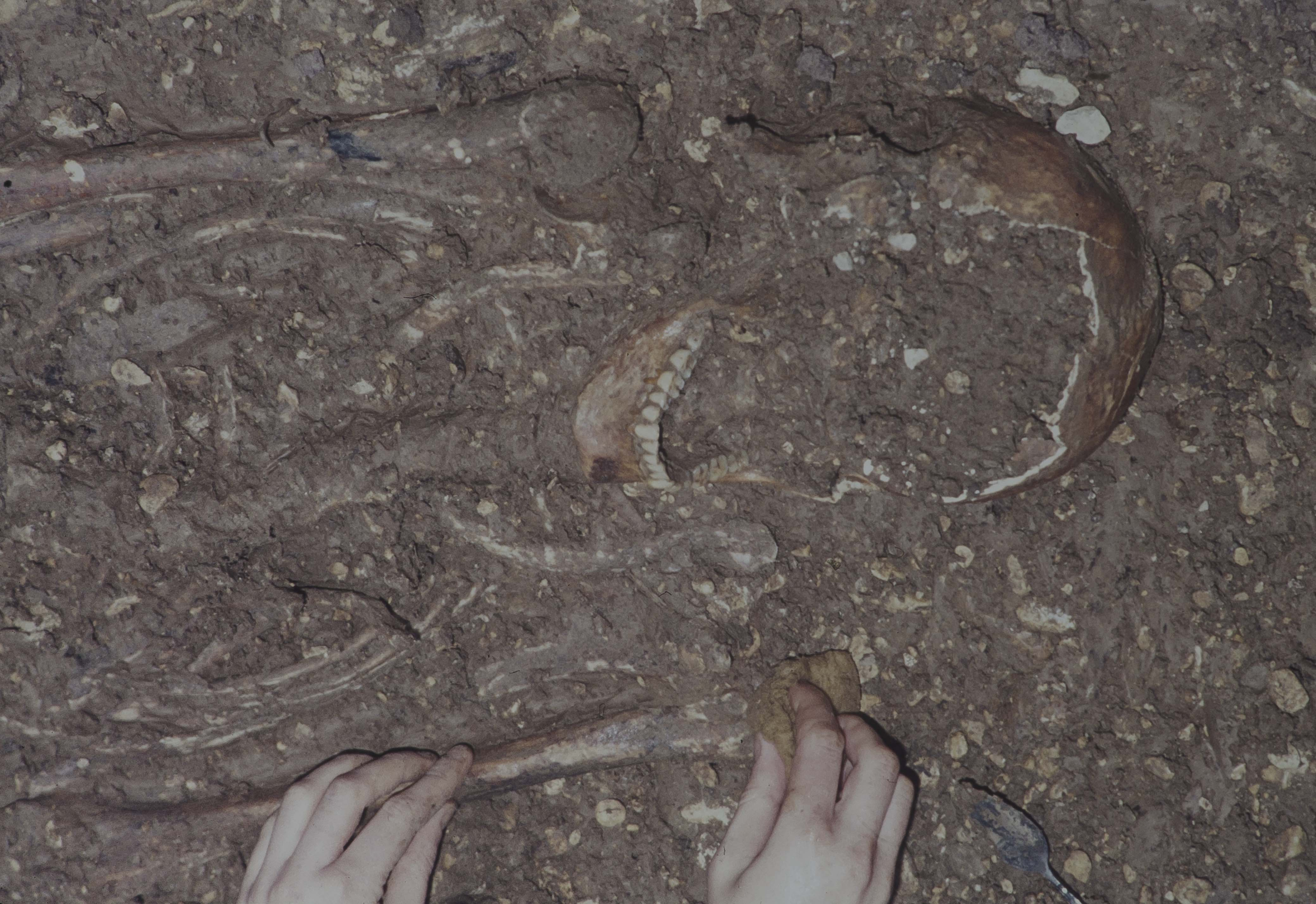
Skelett eines Erwachsenen
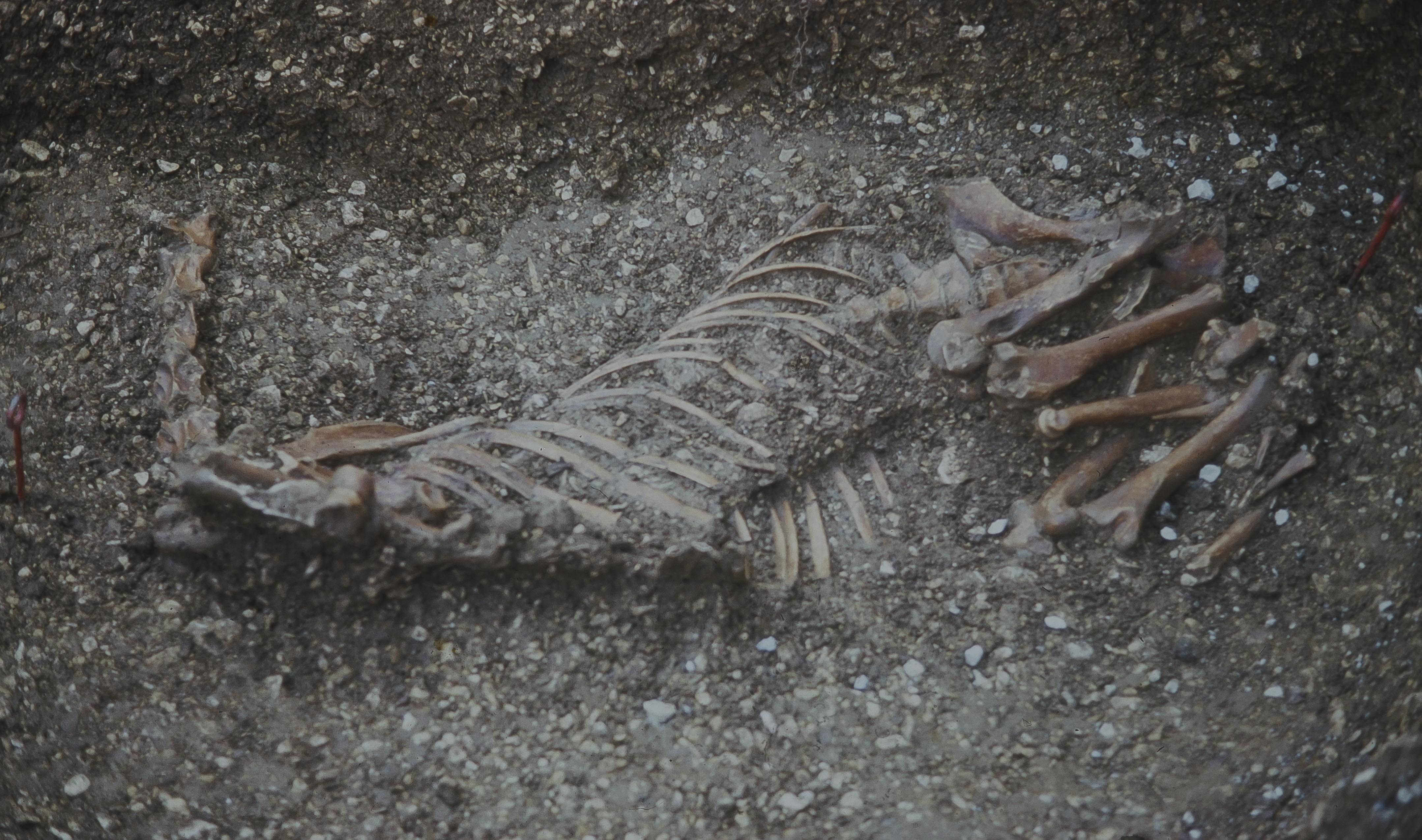
Skelett eines Pferdes

Die erste schriftliche Erwähnung erfolgt im Zehntregister des Bistums Konstanz vom Jahre 1275. Damals war der größte Teil des Ortes im Besitz der Grafen von Aichelberg, die ihn 1332 an ihren Gläubiger, die Grafschaft Württemberg, verkauften.
Zur Uhinger Gemarkung gehörten zunächst weitere Gebiete. Sie reichte vom Marbach im heutigen Faurndau über Wangen-Niederwälden und Holzhausen nach Diegelsberg und weiter über den Schafhof bei Albershausen nach Sparwiesen. Der Umstand, dass Reustadt bei Hattenhofen und Bezgenriet im Mittelalter kirchlich zur Pfarrei Uhingen zählten, könnte ein Hinweis darauf sein, dass selbst diese Ortschaften mit Uhingen eng verbunden sind. Während des Dreißigjährigen Kriegs drangen nach der Schlacht bei Nördlingen 1634 die siegreichen kaiserlichen Truppen nach Württemberg vor und verwüsteten in weiten Teilen Städte, Dörfer und Nutzflächen. In dem Zusammenhang brannte auch Uhingen ab. Zu Zeiten Altwürttembergs bildete Uhingen zusammen mit Sparwiesen und Diegelsberg ein Stabsamt im Amt Göppingen, dem der Stabsschultheiß, ein Beamter des Herzogs von Württemberg, vorstand.

### 19. und 20. Jahrhundert
Bei der Neugliederung des jungen Königreichs Württemberg am Anfang des 19. Jahrhunderts verblieb Uhingen beim Oberamt Göppingen. Im 19. Jahrhundert wuchs (wie vielerorts in Deutschland) die Bevölkerung, einige Familien und Einzelpersonen wanderten aus.
In den Jahren 1845 bis 1850 wurde die Filstalbahn gebaut. Die Bahnstrecke wurde von Stuttgart aus gebaut und abschnittweise in Betrieb genommen. Am 11. Oktober 1847 ging der Streckenabschnitt von Plochingen bis Süßen in Betrieb; damit war auch Uhingen an das Netz der Königlich Württembergischen Staats-Eisenbahnen angeschlossen. Mitte 1850 wurden die Strecken von Stuttgart nach Ulm und von Ulm nach Friedrichshafen komplett in Betrieb genommen. In dieser Zeit siedelten sich Textilunternehmen (Weberei und Textilausrüstung) in der Gegend an.
Im Ersten Weltkrieg fielen zahlreiche Männer aus Uhingen.
In der Zwischenkriegszeit wuchs im Zuge der Motorisierung die Metallindustrie in der Region. Bei der Verwaltungsreform während der NS-Zeit in Württemberg gelangte Uhingen 1938 zum Landkreis Göppingen. Nach dem Ende des Zweiten Weltkrieges wurde der Ort Teil der Amerikanischen Besatzungszone und gehörte somit zum neu gegründeten Land Württemberg-Baden, das 1952 im jetzigen Bundesland Baden-Württemberg aufging. Seitdem nahmen die Wirtschaftskraft des Raumes und die weite Streuung der Gewerbe stark zu. Am 1. Juni 1997 erhielt Uhingen das Stadtrecht.

### Eingemeindungen
| Baieeck    | - 1. September 1971: Baiereck (und ein Teil von Adelberg) |
| Holzhausen | - 1. Januar 1972: Holzhausen                              |
| Sparwiesen | - 15. März 1972: Sparwiesen                               |

### Religionen
Eine Kirche wurde in Uhingen 1275 erstmals erwähnt. Der Kirchensatz gehörte dem Kloster Adelberg. Diegelsberg, Holzhausen und Sparwiesen waren von alters her Filialorte von Uhingen. Baiereck, das im Jahre 2016 kirchlich in der evangelischen Kirchengemeinde Uhingen aufgegangen ist und damit auch zum Kirchenbezirk Göppingen gehört, war zunächst Filiale von Ebersbach an der Fils, ab 1848 mit eigener Pfarrei und bis 2015 Zugehörigkeit zum Kirchenbezirk Schorndorf.
Es gehören
- 53,4 % der Einwohner der evangelischen,
- 31,1 % der Einwohner der römisch-katholischen und
- 5,8 % der Einwohner einer islamischen Religionsgemeinschaft an.

### Einwohnerentwicklung
Quelle: Statistisches Landesamt Baden-Württemberg für die Daten ab 1961
| Datum              | Einwohner |
| ------------------ | --------- |
| 1837               | 2.093     |
| 1907               | 3.429     |
| 17. Mai 1939       | 4.851     |
| 13. September 1950 | 7.493     |
| 06. Juni 1961      | 10.200    |
| 27. Mai 1970       | 11.986    |
| 31. Dezember 1983  | 11.834    |

| Datum             | Einwohner |
| ----------------- | --------- |
| 25. Mai 1987      | 12.090    |
| 31. Dezember 1991 | 12.710    |
| 31. Dezember 1995 | 13.385    |
| 31. Dezember 2005 | 13.895    |
| 31. Dezember 2010 | 13.555    |
| 31. Dezember 2015 | 14.036    |
| 31. Dezember 2020 | 14.479    |

## Politik

### Stadtrat
In Uhingen wird der Gemeinderat nach dem Verfahren der unechten Teilortswahl gewählt. Dabei kann sich die Zahl der Gemeinderäte durch Überhangmandate verändern. Der Gemeinderat in Uhingen besteht aus den 34 (vorher 28) gewählten ehrenamtlichen Gemeinderäten und dem Bürgermeister als Vorsitzendem. Der Bürgermeister ist im Gemeinderat stimmberechtigt. Die Kommunalwahlen in Baden-Württemberg 2024 führte zu folgendem Ergebnis.
| Partei          | Parteien und Wählergemeinschaften             | % 2024  | Sitze 2024 | Veränderung % | Veränderung Sitze |
| --------------- | --------------------------------------------- | ------- | ---------- | ------------- | ----------------- |
| FWV             | Freie Wähler Uhingen                          | 28,01   | 9          | −4,29         | ±0                |
| UBU             | Unabhängige Bürger Uhingen e. V.              | 13,37   | 5          | −11,48        | −2                |
| SPD             | Sozialdemokratische Partei Deutschlands       | 13,42   | 5          | −7,83         | −1                |
| CDU             | Christlich Demokratische Union Deutschlands   | 17,53   | 6          | +3,23         | +2                |
| FDP/UB          | Freie Demokratische Partei/Unabhängige Bürger | 6,20    | 2          | −2,10         | ±0                |
| Grüne           | Bündnis 90/Die Grünen                         | 8,32    | 3          | +8,32         | +3                |
| AfD             | Alternative für Deutschland                   | 13,17   | 4          | +13,17        | +4                |
| Gesamt          | Gesamt                                        | 100     | 34         |               |                   |
| Wahlbeteiligung | Wahlbeteiligung                               | 60,03 % | 60,03 %    | −0,37 %       | −0,37 %           |

Darüber hinaus besteht für die Ortsteile Holzhausen, Nassachtal/Diegelsberg und Sparwiesen jeweils ein eigener Ortschaftsrat.

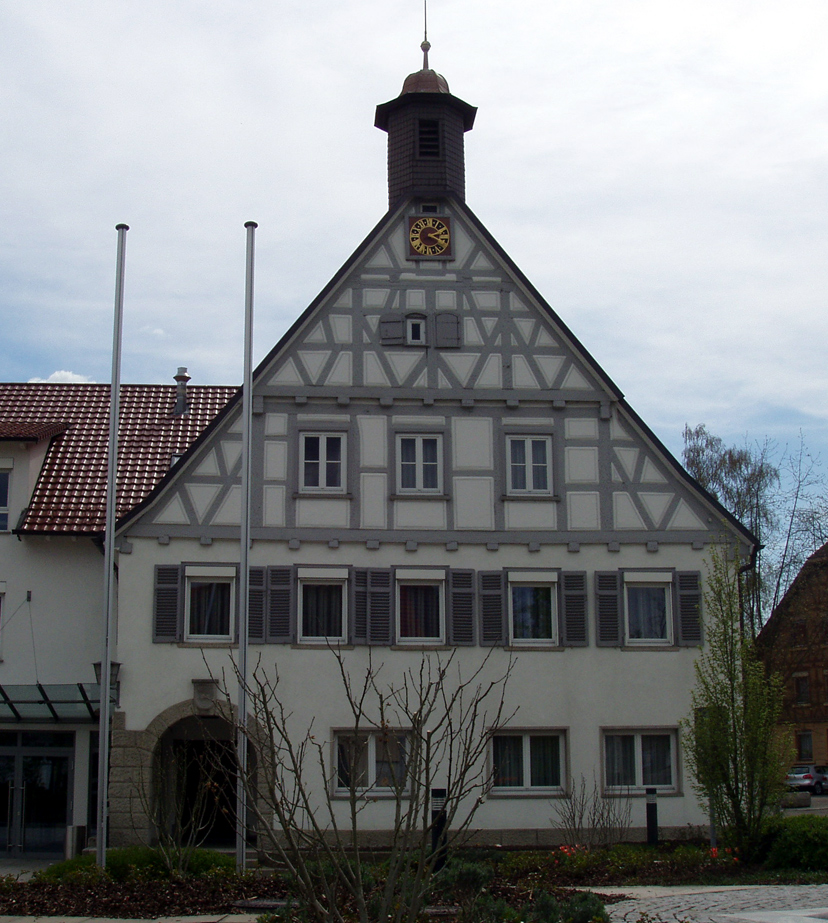
Uhinger Rathaus

### Bürgermeister
Der Bürgermeister wird für eine Amtszeit von acht Jahren gewählt. Bisherige Amtsträger:
- bis 1964: Adolf Koch
- 1964–1981: Karl Gerhard Jahn
- 1981–2005: Klaus Walter (FWV)
- seit 2005: Matthias Wittlinger (CDU)

### Wappen
Blasonierung: „In Rot ein silberner Wellenbalken und ein rechtes silbernes Obereck.“
Als Fleckenzeichen, das auch auf Marksteinen eingehauen war, wurde im 18. Jahrhundert ein „Gänsfuß“ erwähnt. Das jetzige Wappen geht auf einen Vorschlag der Archivdirektion Stuttgart vom Jahre 1912 zurück. Es verbindet den roten Schild mit dem silbernen Obereck – das Wappen der Grafen von Aichelberg, die bis 1332 den größten Teil des Ortes besaßen – mit dem Wellenbalken als Symbol für die Fils, die durch den Ort fließt.

## Wirtschaft und Infrastruktur

### Verkehr

#### Straße
Zu erreichen ist Uhingen über die Bundesstraße 10, die direkt am Ort vorbeiführt, und die Bundesstraße 297 (Lorch–Tübingen).

#### Bahnhof
Uhingen besitzt einen Bahnhof an der Filstalbahn von Stuttgart nach Neu-Ulm, an dem halbstündlich Metropolexpress-Züge nach Stuttgart und Geislingen/Ulm von Arverio Deutschland und unregelmäßig am Morgen die Regional-Express-Züge der Deutschen Bahn halten. Neben den beiden Hauptgleisen Richtung Stuttgart und Ulm stehen mehrere Rangiergleise zur Verfügung, die bis Mitte der 1990er Jahre täglich benutzt wurden. Zudem hat die Firma Allgaier einen eigenen Gleisanschluss, der noch heute häufig genutzt wird, um Rohware oder fertige Bauteile zu befördern; hierzu steht eine Köf als Rangierlokomotive zur Verfügung. Bis Mitte des Jahres 2005 stand auch ein drittes Gleis mit Bahnsteig zur Verfügung. Die DB Netz baute es ab, wie viele Gleise und Weichen in den letzten Jahren, die im Normalbetrieb nicht benötigt werden. Dies führt vermehrt zur Weitergabe und Verstärkung von Verspätungen, da jetzt in Uhingen keine Züge mehr überholt werden können. Dies ist nun nur noch am Bahnhof Göppingen und am Bahnhof Ebersbach (Fils) möglich.

#### Bus
Öffentlicher Personennahverkehr
Uhingen ist Knotenpunkt des regionalen Nahverkehrs. Hier halten nicht nur der Metropolexpress von Arverio Deutschland und unregelmäßig die Regional-Express-Züge der Deutschen Bahn, sondern auch sämtliche Regionalbuslinien im unteren Filstal. Nach Göppingen führen unter anderem die Regionallinien 911, 914, 915, nach Ebersbach kommt man schnell mit der Buslinien 916, nach Kirchheim mit der Linie 914 und in den Ortsteil Nassachtal/Diegelsberg mit den Linien 918. Nach Zell unter Aichelberg über Sparwiesen und Hattenhofen führt die Linie 922 und nach Rechberghausen über Holzhausen, Wangen und Oberwälden führt die Linie 915, nach Albershausen führt noch die Linie 911. Diese Buslinien sind seit Januar 2021 alle in den Verkehrs- und Tarifverbund Stuttgart integriert und werden hauptsächlich vom Unternehmen Omnibusverkehr Göppingen betrieben.
Bürgerbus
Seit dem 22. Dezember 2008 fährt der Bürgerbus ULi (Uhinger Linie) stündlich auf drei verschiedenen Strecken durch Uhingen.
Ein Einzelfahrschein kostet unabhängig von der Entfernung 1,50 €.
Die Fahrgäste werden durch ehrenamtliche Fahrer befördert. Betrieben wird der ULi vom Bürgerbus-Verein Uhingen, welcher sich durch Mitgliedsbeiträge finanziert.
Das Logo wurde in einer Schüler-AG entworfen, der Name aus den Einsendungen einer Bürgerbefragung ausgewählt.

#### Radverkehr
Über eine Alltagsradroute aus dem Radnetz Baden-Württemberg ist Uhingen über Ebersbach an der Fils und Reichenbach an der Fils mit Plochingen und in der anderen Richtung mit Göppingen verbunden.

#### Luftverkehr
Die Strecke von Uhingen zum internationalen Flughafen Stuttgart beträgt etwa 35 km.

### Ansässige Unternehmen

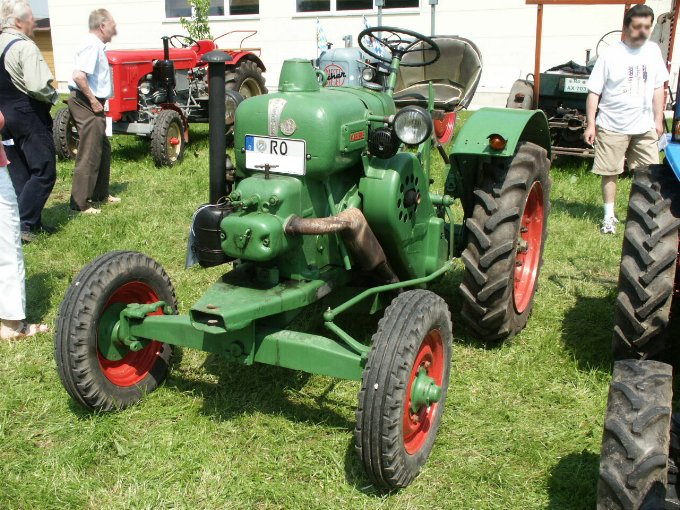
Allgaier Kälble R22 von 1948

Größtes Unternehmen am Ort ist die Firma Allgaier, die Werkzeuge, Pressteile und Komponenten für die Automobilindustrie sowie Sieb- und Aufbereitungsanlagen herstellt. Bekannt ist diese Firma auch für ihre in früheren Zeiten hergestellten Traktoren.
Überregional bekannt ist die Adolf Bosch KG, Hersteller der schwäbischen Backware Wibele.
Der extrem rechte Gerhard-Hess-Verlag hat seinen Sitz in Uhingen.
Es finden sich in Uhingen hauptsächlich mittelgroße und kleinere Industriebetriebe verschiedener Branchen. Insgesamt gibt es circa 3700 Arbeitsplätze.

### Öffentliche Einrichtungen
- 7 Kirchen (Hauptort: 2)
- Freibad
- Haldenberghalle mit Hallenbad
- Haldenberg-Stadion
- Stadthalle Uditorium mit einem großen (ca. 600 Plätze) und einem kleinen (180 Plätze) Saal
- Jugend- und Bürgenhaus K1 mit mehreren Räumen, der größte Raum (ca. 80 Plätze)
- Stadtbücherei

- Rettungswache des Malteser Hilfsdienstes
- 5 Feuerwehrhäuser der Freiwilligen Feuerwehr (Uhingen, Baiereck, Diegelsberg, Holzhausen, Sparwiesen)[14]

### Bildung
- Hieberschule Uhingen: Grund- und Gemeinschaftsschule
- Grundschule Holzhausen
- Grundschule Sparwiesen
- Grundschule Nassachmühle
- Haldenberg-Realschule
- Filseckschule (Sonderschule für Kinder mit Lernbehinderung)
- Musikschule
- Volkshochschule
- 11 Kindergärten mit 21 Gruppen und 520 Plätzen (Hauptort: 6, 10 Gruppen, 245 Plätze)
- 1 Kindertagesstätte mit 4 Gruppen und 86 Plätzen

## Kultur und Sehenswürdigkeiten

### Museen
- Heimatmuseum (im Berchtoldshof)
- Photohistorisches Museum (seit 2023 im Berchtoldshof, davor im Rathaus)

### Bauwerke

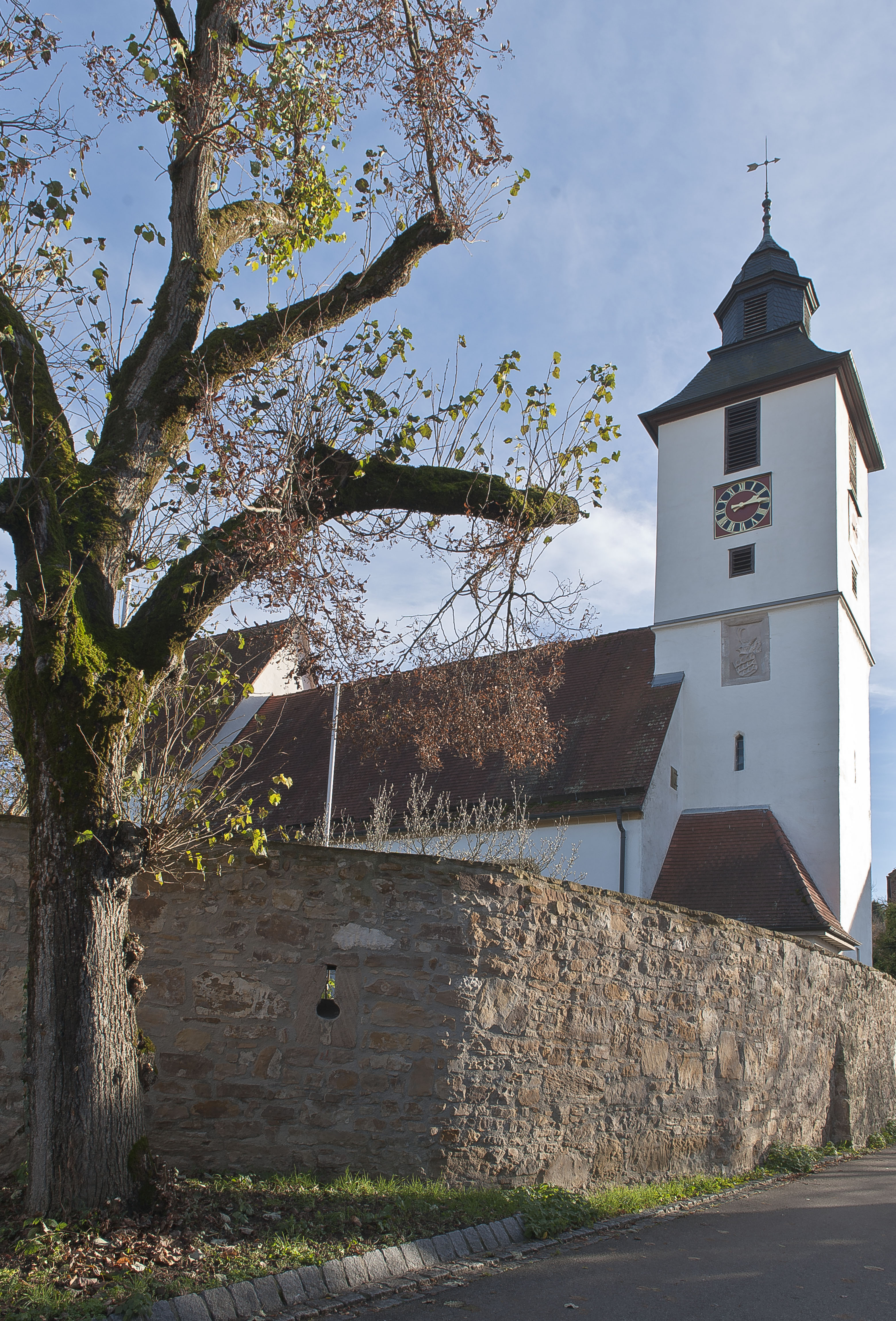
Evangelische Cäcilienkirche
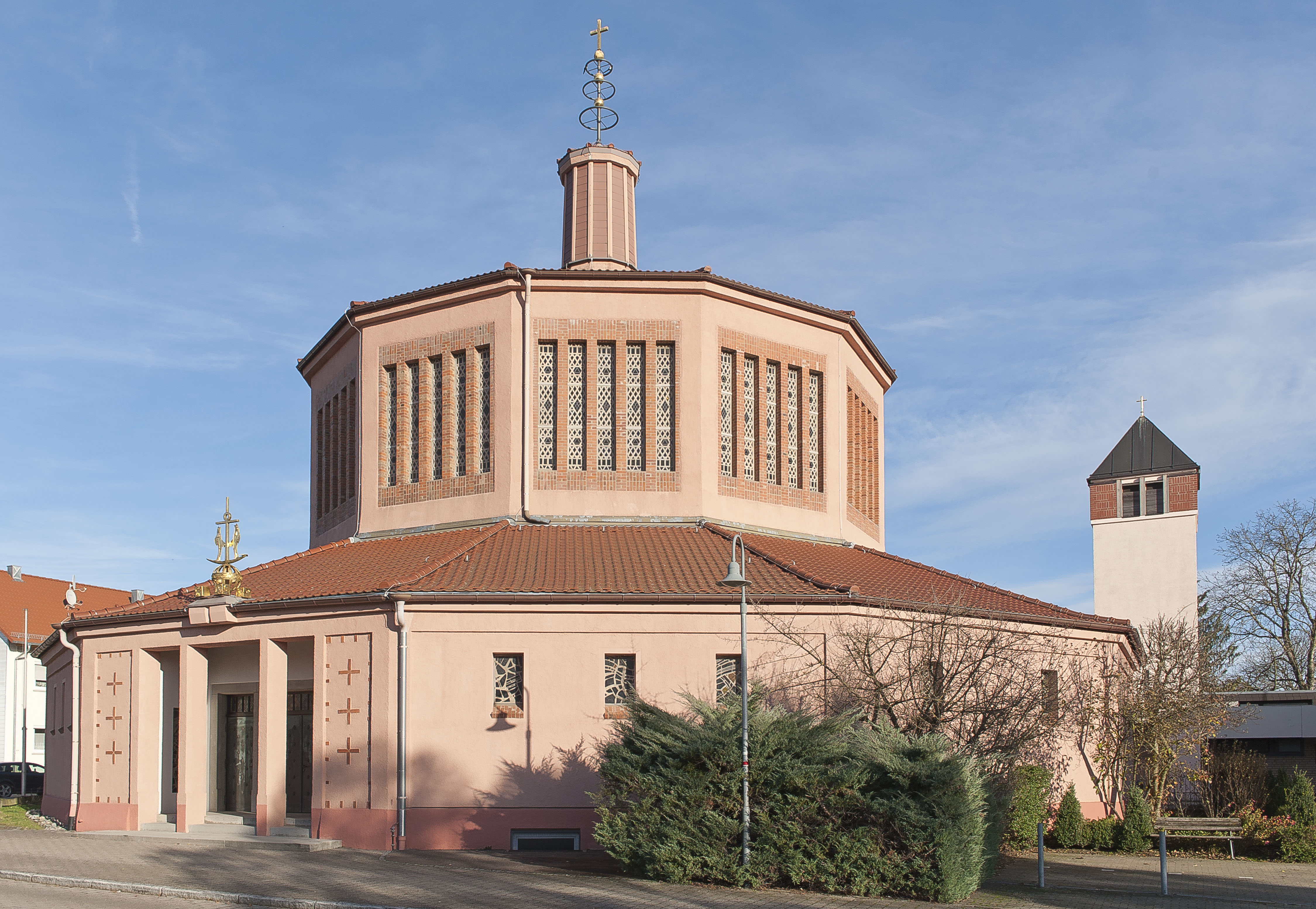
Katholische Heilig-Kreuz-Kirche
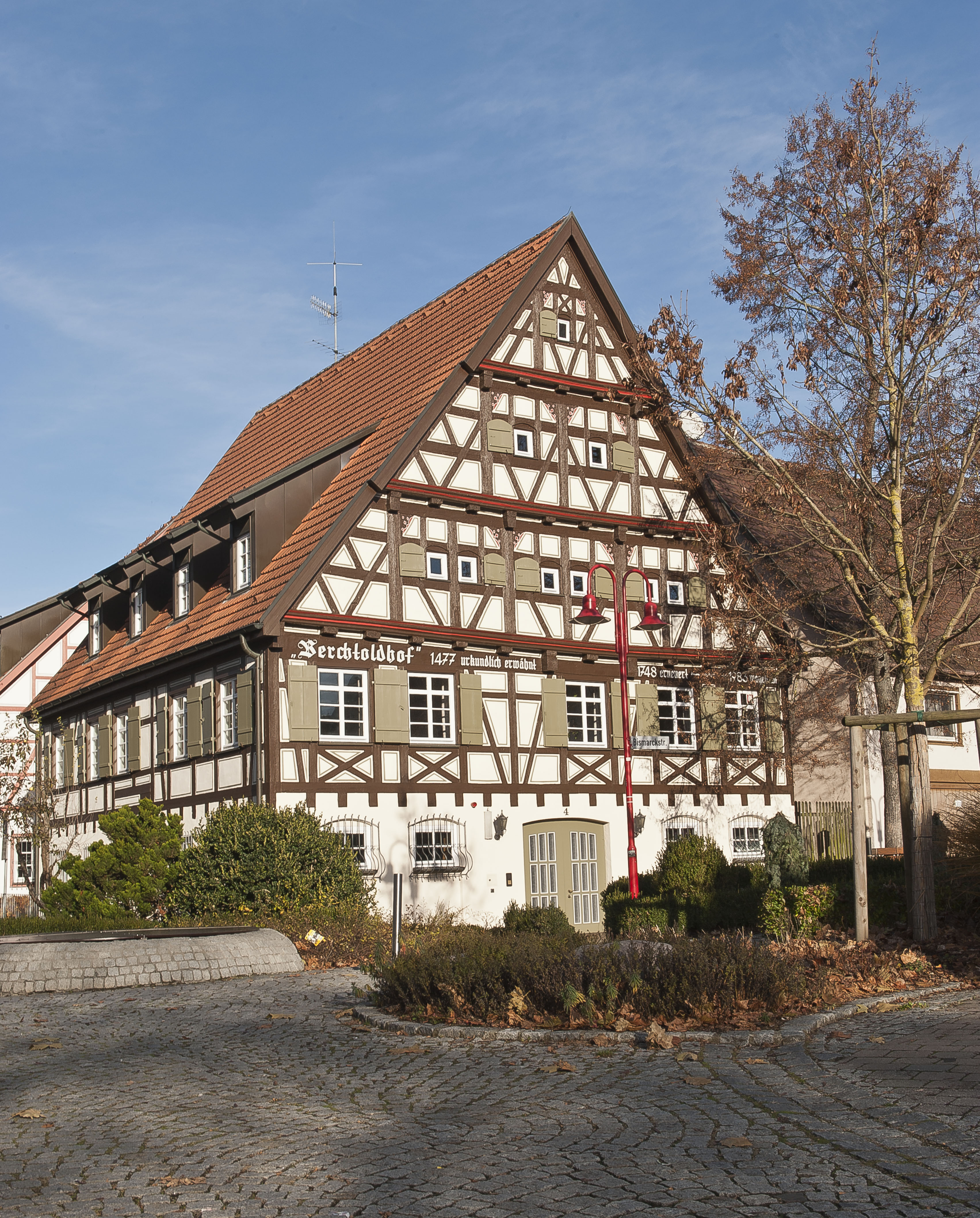
Berchtoldshof
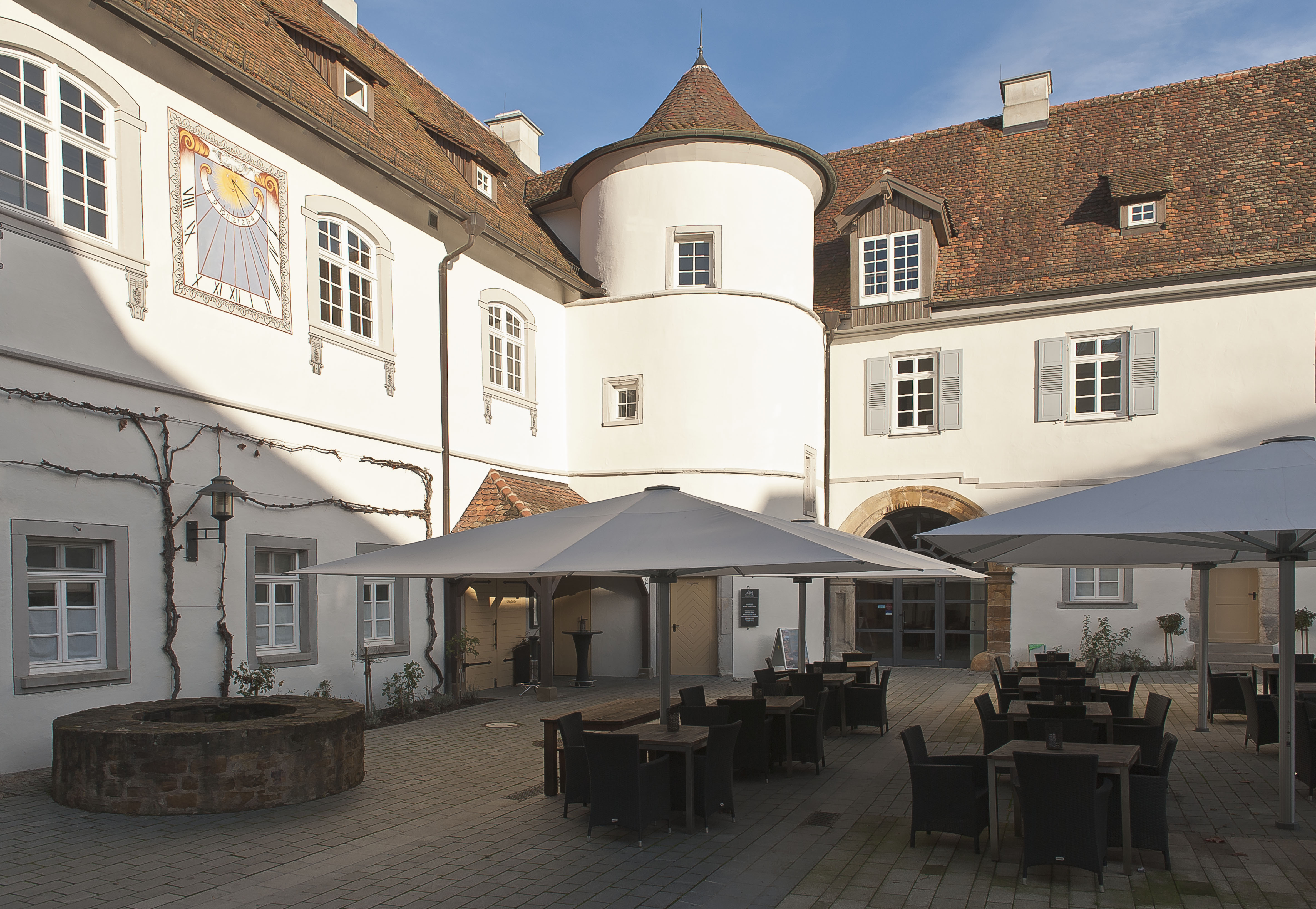
Schloss Filseck, Innenhof
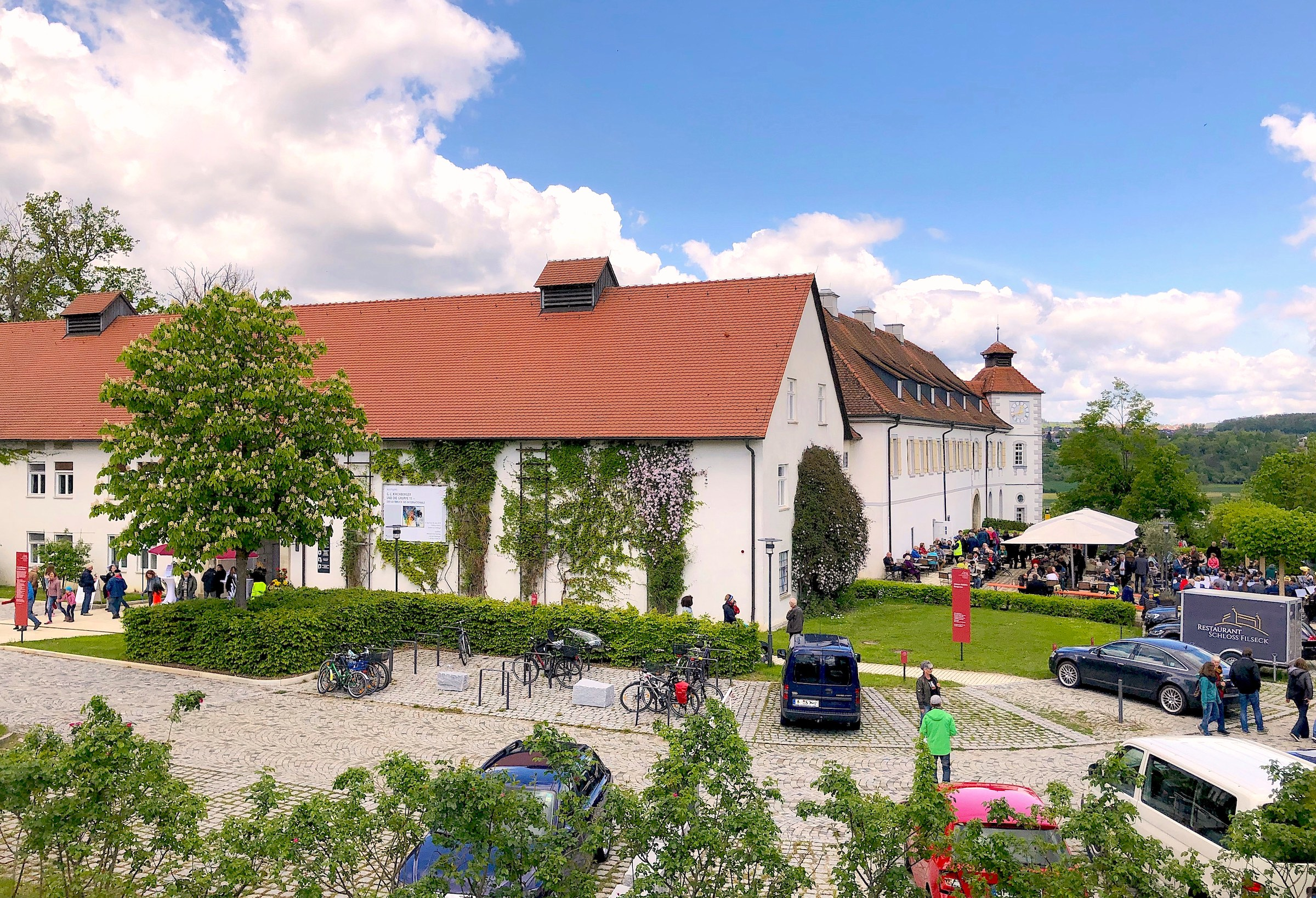
Schloss Filseck, Außenanlage
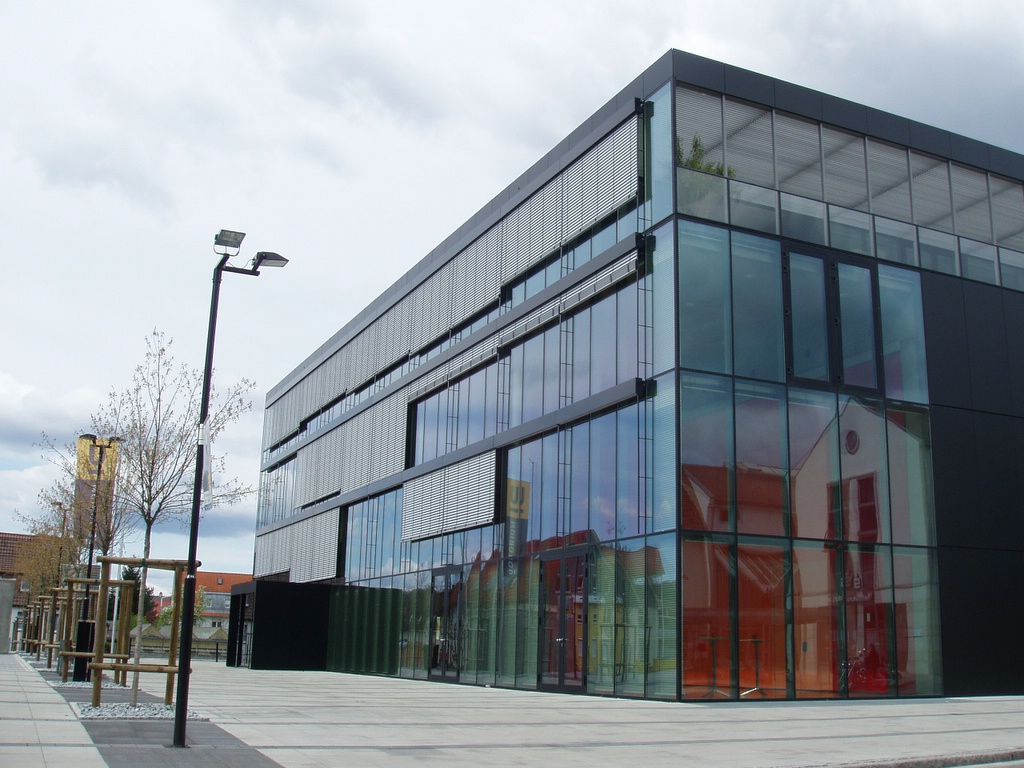
Uditorium

Uhinger RathausSeit über 500 Jahren Sitz der Verwaltung mit schöner Fachwerkfassade, welche im Jahre 1972 freigelegt wurde.
Evangelische Kirchen
- Cäcilienkirche Uhingen:[16] Mit dem Rathaus eines der ältesten Gebäude in Uhingen. Die Kirche ist eine Westturmanlage aus dem 15. Jahrhundert (Turm vor 1495) mit netzgewölbtem Hochchor von 1519. Überreste einer Vorgängerkirche wurden im Mai 2020 bei archäologischen Grabungen vor dem Betonieren einer Bodenplatte entdeckt.[17][18] 1693 wurde das Kirchenschiff leicht nach Norden erweitert, um dort und im Westen eine Empore einzubauen. Aus dieser Zeit stammt auch die reich verzierte Barockkanzel. Der Turm erhielt 1823 einen Anbau. 1912 und 1964 wurde die Kirche renoviert. Dabei entfernte man die Orgelempore aus dem gotischen Chor. Alle evangelischen Gebäude in Uhingen erhielten nach dem Zweiten Weltkrieg Farbfenster des Stuttgarter Glaskünstlers Adolf Valentin Saile, so auch 1964 die Cäcilienkirche: drei Chorfenster – links: Weihnachten; Mitte: Passion, Ostern; rechts: Majestas Domini, Werke der Barmherzigkeit. Er versah auch das evangelische Gemeindehaus (1959 Erzengel Michaels Kampf mit dem Bösen) und das Friedhofsgebäude (1949 Kreuzabnahme, Auferstehung, umgesetzt 1981 zur Aussegnungshalle, dort auch das Lichtband) mit Glasgestaltungen.
- Kirche Baiereck: Die Kirche in Baiereck wurde 1595 erbaut und 1849 umgestaltet. Sie hat einen Dachreiter. Die Altarwand erhielt 1953 ein Farbglasfenster (Passion und Auferstehung zu Joh. 13, 34) von Adolf Valentin Saile.
- Pauluskirche Diegelsberg: Errichtet 1957. Architekt dieser Kirche und der zwei folgenden Kirchenneubauten war Walter Ruff. Adolf Valentin Saile schuf hier das Chorfenster Majestas Domini/Weltgericht, dazu das Paulus-Sgraffito am Turm.
- Christuskirche Holzhausen:[19] Sie wurde 1964 errichtet und 2003 mit einem Anbau versehen, Adolf Valentin Saile schuf 1964 die farbige Südwand aus Glasbeton (Dallglas). Der Uhinger Glasschleifer Helmut Edelmann schuf für den Gemeindesaal vier große Glasschliff-Fenster im Saal (Evangelistensymbole) in der Technik Flachglas-Radierung.
- Auferstehungskirche Sparwiesen:[20] 1960 wurde sie errichtet und 2004 erweitert und ausgebaut. Adolf Valentin Saile schuf das Altarwand-Fenster Auferstehung des Lazarus und das Sakristeifenster. Die Stuttgarter Kunstmalerin Regine Schönthaler gestaltete 1996 (überarbeitet 2001) innen die Nordwand mit einem Gemälde, das ungegenständlich Jesu Lebensspur von der Geburt bis zur Auferstehung im Spannungsfeld zwischen Himmel und Erde symbolisiert.

Katholische Kirchen
- Heilig-Kreuz-Kirche Uhingen:
- Bonifatiuskirche Sparwiesen:

Schloss Filseckwurde als Burg um 1230 erbaut. Unter Burkhardt von Berlichingen erfolgte 1597/1598 der Umbau zum Schloss. Im Jahr 1971 wurden die Ökonomieflügel das Opfer eines Großbrandes. Erst 1989–1994 konnte das Schloss wieder instand gesetzt werden. Heute ist es im Besitz der Schloss-Filseck-Stiftung der Kreissparkasse Göppingen und wird als Veranstaltungs- und Tagungsort genutzt. 2019 wurde der Landschaftspark mit verschiedenen Lehr- und Rundwegen eröffnet.
Der Berchtoldshofwurde im Jahre 1477 erstmals erwähnt und ist heute die Stadtbücherei.

### Vereine
In Uhingen und seinen Teilorten herrscht ein reges Vereinsleben, so sind nahezu 80 % der Bevölkerung Mitglied in einem oder mehreren der 79 Vereine für Sport, Musik und Kultur sowie karitativen und sonstigen Vereine.

### Regelmäßige Veranstaltungen
Zum „Kandelhock“, der größten gemeinschaftlichen Veranstaltung der Vereine in Uhingen, kommen jedes Jahr, stets am letzten Juni-Wochenende, immer tausende Besucher nach Uhingen.

## Persönlichkeiten

### Söhne und Töchter der Stadt
- Martin Cleß (1491–1552), Pfarrer und Reformator
- Eugen Wolff-Filseck (1873–1937), Maler des Impressionismus
- Minna Vortisch (1874–1976), Politikerin und Vorkämpferin der Frauenemanzipation
- Erich Geßmann (1909–2008), geboren in Holzhausen, Bildhauer und Grafiker
- Georg Wenzelburger (1910–2000), Offizier
- Friedrich Staib (1925–2011),  medizinischer Mykologe, Mikrobiologe, Veterinär- und Humanmediziner
- Jörg F. Zimmermann (* 1940), Glaskünstler
- Jürgen Fritz (* 1949), Politiker (CDU)
- Helmut Völkl (* 1954), Musikwissenschaftler
- Volkmar Denner (* 1956), ehemaliger Vorsitzender der Geschäftsführung der Robert Bosch GmbH

### Weitere mit Uhingen verbundene Persönlichkeiten
- Johannes von Hieber (1862–1951), liberaler Politiker und Staatspräsident in Württemberg
- Dieter Hundt (* 1938), ehemaliger Arbeitgeberpräsident und Aufsichtsratsvorsitzender der Firma Allgaier Werke
- Jürgen Fritz (* 1949), Politiker (CDU)
- Simon Schempp (* 1988), Biathlet, wuchs in Uhingen auf